# Magic (Yung Gravy)
Magic è un singolo del rapper statunitense Yung Gravy, pubblicato il 4 aprile 2019.

## Tracce
1. Magic – 2:33